# Rastislav Pavlikovský
Rastislav Pavlikovský (Dubnica nad Váhom, 2 marzo 1977) è un ex hockeista su ghiaccio slovacco.

## Carriera
Nel corso della sua carriera ha giocato in diversi campionati europei e nordamericani. Ha indossato, tra le altre, le maglie di Cincinnati Mighty Ducks, Cincinnati Cyclones, Philadelphia Phantoms, Grand Rapids Griffins, Jokerit, HV71, Houston Aeros, Leksands IF, Mora IK, MODO Hockey, ZSC Lions, Sibir' Novosibirsk, HC Litvínov e Örebro HK.
Con la nazionale slovacca ha preso parte a quattro edizioni dei campionati mondiali (2002, 2004, 2006 e 2009) e alle Olimpiadi invernali 2002.